# Дыхание пустыни
«Дыхание пустыни» (англ. Desert breath) — архитектурное сооружение недалеко от города Эль-Гуна в Египте, созданное группой художниц D.A.ST. (скульптор — Даная Страту, промышленный дизайнер — Александра Страту, архитектор — Стелла Константинидис).
Сооружение занимает площадь 360 метров на 300 метров и представляет собой две спирали, исходящие из одного центра. Одна спираль состоит из 89 конусов, диаметр и высота которых постепенно увеличиваются по мере удаления от центра; вторая спираль состоит из 89 конусообразных выемок, глубина и диаметр которых так же увеличиваются по мере движения от центра к внешнему выходу спирали.
В центре сооружения находится W-образная выемка — союз положительного и отрицательного конуса. Если её заполнить водой, то выдающийся конус в центре сформирует крошечный остров на уровне горизонта.
Строительство «Дыхания пустыни» закончено 7 марта 1997 года. По замыслу авторов проекта окончание строительства сооружения является начальной точкой отсчёта следующей стадии — стадии эрозии, которая в конечном счёте должна привести к полному исчезновению «Дыхания пустыни», что, в свою очередь, должно служить наглядной иллюстрацией течения времени.